# 瓦曼里帕山 (卡蘭波馬區)
11°39′43″S 76°22′36″W / 11.66194°S 76.37667°W
瓦曼里帕山（Wamanripa），是秘魯的山峰，位於該國中南部利馬大區，由瓦羅奇里省的卡蘭波馬區負責管轄，屬於安地斯山脈的一部分，海拔高度4,600米。